# Ahaetuliinae
Ahaetuliinae is een onderfamilie van de familie toornslangachtigen (Colubridae) en de onderfamilie Ahaetuliinae.

## Naam
De wetenschappelijke naam van de groep werd voor het eerst voorgesteld door Alex Figueroa, Alexander McKelvy, Larry Lee Grismer, Charles D. Bell en Simon P. Lailvaux in 2016. In veel bronnen wordt deze recent beschreven groep daardoor nog niet vermeld.

## Verspreiding en habitat
De verschillende soorten komen voor in delen van Azië en leven meestal in tropische en subtropische bossen.

## Geslachten
Er zijn 63 soorten die verdeeld worden in vijf geslachten. Het geslacht Proahaetulla is monotypisch en wordt slechts vertegenwoordigd door een enkele soort.
Onderstaand is een lijst van alle geslachten weergegeven, met de auteur en het verspreidingsgebied. Voor een lijst van alle soorten, zie de lijst van Ahaetuliinae. 
| Naam                            | Auteur                                                      | Aantal soorten | Verspreidingsgebied |
| ------------------------------- | ----------------------------------------------------------- | -------------- | --- |
| Ahaetulla                       | Link, 1807                                                  | 10             | Bangladesh, Bhutan, Brunei, Cambodja, China, de Filipijnen, Indonesië, India, Laos, Maleisië, Myanmar, Nepal, Singapore, Sri Lanka, Thailand, Vietnam                                                    |
| Vliegende slangen (Chrysopelea) | Boie, 1827                                                  | 5              | Bangladesh, Bhutan, Brunei, Cambodja, China, Filipijnen, India, Indonesië, Laos, Maleisië, Myanmar, Nepal, Singapore, Sri Lanka, Thailand, Vietnam                                                       |
| Bronsslangen (Dendrelaphis)     | Boulenger, 1890                                             | 45             | Bangladesh, Bhutan, Brunei, Cambodja, China, Filipijnen, India, Indonesië, Laos, Maleisië, Myanmar, Nepal, Nieuw-Guinea, Oost-Timor, Palau, Papoea-Nieuw-Guinea, Singapore, Sri Lanka, Thailand, Vietnam |
| Dryophiops                      | Boulenger, 1896                                             | 5              | Cambodja, Filipijnen, Indonesië, Maleisië, Palau, Singapore, Thailand |
| Proahaetulla                    | Mallik, Achyuthan, Ganesh, Pal, Vijayakumar & Shanker, 2019 | 1              | India |